# Rocky Athas
Rocky Athas, né le 15 octobre 1954 au Texas, est un auteur-compositeur-interprète et guitariste de blues, notamment connu pour ses collaborations avec Black Oak Arkansas, Glenn Hughes, Buddy Miles, Double Trouble et John Mayall. 

## Carrière

### Débuts
À ses débuts, Rocky Athas fonde le groupe Lightning, au sein duquel il sillonne son Texas natal et joue en première partie de nombreux groupes locaux. 
À l'âge de 23 ans, le Buddy, magazine spécialisé dans la musique texane, le classe dans le top 10 des meilleurs guitaristes. Il est l'un des plus premiers et plus jeunes à recevoir cette distinction, que recevront aussi Eric Johnson, Jimmie Vaughan, Stevie Ray Vaughan, Billy Gibbons ou encore Johnny Winter. 

### Black Oak Arkansas
Il intègre ensuite plusieurs formations en tant que guitariste soliste, dont Black Oak Arkansas, pour lesquels il compose deux de leurs titres majeurs : « Ready as Hell » et « Wild Brunch ». Au sein de cette formation, il rencontre Johnnie et Tommy Bolin (Deep Purple et James Gang), avec lesquels il noue une amitié solide. Après le décès de Tommy Bolin, Rocky lui rend hommage en donnant des concerts avec Johnnie Bolin et Glenn Hughes (Deep Purple et Trapeze) en soutien à la fondation Tommy Bolin Archives.  En 2009; il sort A Tribute to Tommy Bolin avec Glenn Hughes & Friends, un album live en hommage à Tommy Bolin. 

### Années 2000
En 2000, Rocky enregistre The Bluesberries avec Buddy Miles et Double Trouble, la section rythmique de Stevie Ray Vaughan. Rocky reprend également « The Wind Cries Mary » pour l'album  Blue Haze - Songs of Jimi Hendrix.

#### The Rocky Athas Group
En 2003, il forme le Rocky Athas Group et sort l'album Miracle, produit par Jim Gaines, avec lequel il s'est lié d'amitié pendant l'enregistrement de The Blues Berries. En 2005, la formation sort un second album, VooDoo Moon, en collaboration avec Larry Samford. En 2007, il sort Lightning Strikes Twice, qui comprend des morceaux datant de ses années au sein de son premier groupe, Lightning.

### John Mayall
En 2009, John Mayall lui propose de devenir le guitariste soliste de son prochain album, Tough, qui sort la même année. En 2014, il enregistre A Special Life, le successeur de Tough. Il fait de nombreuses tournées avec le légendaire bluesman, jusqu'en 2016, lorsque John Mayall décide de devenir son propre guitariste et de réduire son groupe à un trio. 

### Années 2010
En 2014, Rocky sort  Let My Guitar Do The Talking...With My Friends chez Cherryburst Records. Il s'agit d'un album instrumental, sur lequel Rocky utilise plusieurs guitares vintage de sa collection personnelle. Son vieil ami Smokin' Joe Kubek et John Mayall jouent tous les deux sur l'album. 
En 2015, Rocky sort deux compilations, intitulées The Essential Rocky Athas (Volume I et Volume II). Elles comprennent plusieurs morceaux bonus, dont une reprise de « White Room » de Cream. 

## Infuences
Rocky Athas a été fortement influencé par Jimi Hendrix et Eric Clapton, tant du point de vue technique qu'au niveau des sonorités. Il cite également Freddie King, les Beatles, Cream, Mountain et Leslie West comme des influences notables,. 

## Héritage
Le groupe irlandais Thin Lizzy aurait écrit la chanson « Cocky Rocky » après avoir assisté à un concert de Rocky Athas au Mother Blues de Dallas. 
Brian May, qui était aussi présent à l'un des concerts de Rocky au Mother Blues, aurait tellement été impressionné par son utilisation du tapping qu'il aurait incorporé la technique sur l'album suivant de Queen, à savoir News of the World. 

## Discographie[6]

### Avec Black Oak Arkansas
- 1984: Ready as Hell
- 1999: The Wild Bunch

### Avec Glenn Hughes & Friends
- 1997: A Tribute to Tommy Bolin

### Avec Buddy Miles
- 2002: Blues Berries

### Avec The Rocky Athas Group
- 2003: Miracle
- 2005: VooDoo Moon
- 2007: Lightning Strikes Twice
- 2017: Shakin' the Dust

### Avec John Mayall
- 2009: Tough
- 2011: Live in London
- 2014: A Special Life

### En solo
- 1999: That's What I Know
- 2007: Rocky Athas' Lightning - Lightning Strikes Twice
- 2014: Let My Guitar Do The Talking... with My Friends